# Wastl Witt

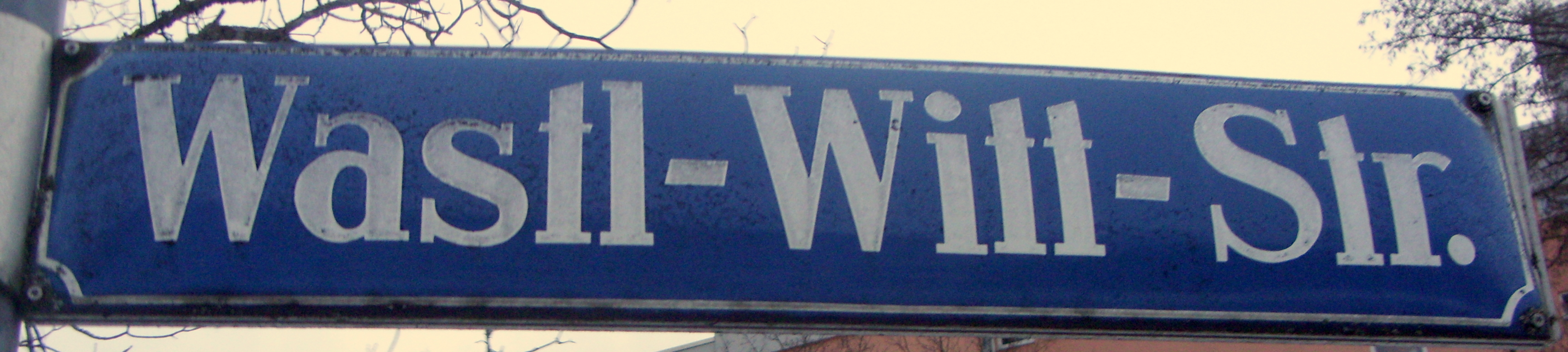
Straßenschild in der Münchner Blumenau zu Ehren von Wastl Witt

Wastl Witt (* 20. Juli 1882 in Hausham, Landkreis Miesbach, Oberbayern; † 21. Dezember 1955 in München) war ein bayerischer Volksschauspieler.

## Leben
Der frühere Bergarbeiter war zunächst Laiendarsteller an verschiedenen Bühnen, wie dem Schlierseer Bauerntheater, der Theatergruppe Dengg in Tegernsee oder dem Reichenhaller Bauerntheater. Außerdem war er Staatsschauspieler am Residenztheater in München. Während des Ersten Weltkrieges spielte Wastl Witt in Weiß Ferdls Frontbühne. Witt stand 1944 in der Gottbegnadeten-Liste des Reichsministeriums für Volksaufklärung und Propaganda.
Er wirkte in zahlreichen Filmen, meist mit bayerischem Hintergrund, und in Produktionen des Bayerischen Rundfunks mit. Häufig spielte er Landwirte oder Förster.
Eine der bekanntesten Rollen Wastl Witts ist die Figur des Joseph Filser in dem Bauernschwank Erster Klasse von Ludwig Thoma in der Verfilmung aus dem Jahre 1955. Sein Grab befindet sich auf dem Münchner Ostfriedhof (Grab Nr. 28-10-16).

## Sonstiges
- Eine Straße im Münchner Stadtteil Blumenau erhielt 1964 seinen Namen.
- Die Geburtsgemeinde Hausham im Landkreis Miesbach ließ durch den akademischen Bildhauer Quirin Roth[3] für ihren berühmten Sohn ein Brunnendenkmal mit einer lebensgroßen Bronzeplastik des Schauspielers in der Naturfreundestraße errichten.

## Filmografie (Auswahl)
- 1933: S.A. Mann Brand
- 1940: Das sündige Dorf
- 1943: Tonelli
- 1944: Melusine
- 1944/49: Dreimal Komödie
- 1944/49: Philine
- 1949: Das goldene Edelweiß
- 1949: Schicksal am Berg
- 1950: Königskinder
- 1950: Der Mann, der zweimal leben wollte
- 1950: Die Nacht ohne Sünde
- 1951: Das seltsame Leben des Herrn Bruggs
- 1951: In München steht ein Hofbräuhaus
- 1952: Der weißblaue Löwe
- 1953: Die große Schuld
- 1953: Das singende Hotel
- 1953: Ehestreik
- 1954: Das sündige Dorf
- 1955: Erster Klasse, TV-Spiel nach dem Einakter von Ludwig Thoma
- 1955: Der doppelte Ehemann
- 1955: Hanussen
- 1956: Zärtliches Geheimnis

## Hörspiele Bayerischer Rundfunk
1948
- Brumml-G’schichten

1949
- D’Malefizkuah
- Die Brautschau
- Die Pfingstorgel
- Erster Klasse
- Frau Kathl
- Schweinernes ohne ...

1950
- Auf geht’s beim Schichtl!
- Der alte Feinschmecker
- Der Berg
- Die Medaille
- Feuer am Dach

1951
- Birnbaum und Hollerstauden
- Das Dienstjubiläum
- Das Prämienkind
- Das steinerne Herz
- Der Passauer Wolf
- Der Windhund
- Ein altes deutsches Weihnachtsspiel
- Europa hat nichts zu lachen
- Kleine Welt
- Madam Bäurin
- Magdalena
- Romulus der Große
- Seine schönste Münchnerin

1952
- Begegnungen mit Altaich
- Der ewige Hochzeiter
- Die Brautschau
- Die Rumplhanni
- Echo auf Reisen
- Ein Phönix zuviel

1953
- Bergbauernweihnacht
- Bruder an der Pforte
- Die Bulldogbraut
- Gericht über die Haberer
- Hochzeit
- Mit Wölfen soll man nicht spielen
- Sturm im Wasserglas

1954
- Das Haus
- Der Besondere
- Der Brandner Kaspar schaut ins Paradies
- Der Holledauer Schimmel
- Der Jäger von Fall
- Der Postraub
- Die Apostelwascher
- Die verhexte Geiß
- Regenwolken über Acherting

1955
- Aber, aber, Herr Inspektor
- Der verkaufte Großvater
- Der Glockenkrieg
- Der Räuber Bim
- Die Fremde
- Erster Klasse
- Hundert Minuten zu früh
- Kimmerlingers Abenteuer